# گری بلیست
گری بلیست (انگلیسی: Gary Blissett؛ زادهٔ ۲۹ ژوئن ۱۹۶۴) بازیکن فوتبال اهل بریتانیا است.
از باشگاه‌هایی که در آن بازی کرده‌است می‌توان به باشگاه فوتبال کرو آلکساندرا، باشگاه فوتبال برنتفورد، باشگاه فوتبال وایکام واندررز، و باشگاه فوتبال ویمبلدون اشاره کرد.